# Atheta picipennoides
Atheta picipennoides är en skalbaggsart som beskrevs av Hanssen 1932. Atheta picipennoides ingår i släktet Atheta, och familjen kortvingar. Arten är reproducerande i Sverige.